# 곤충의 진화

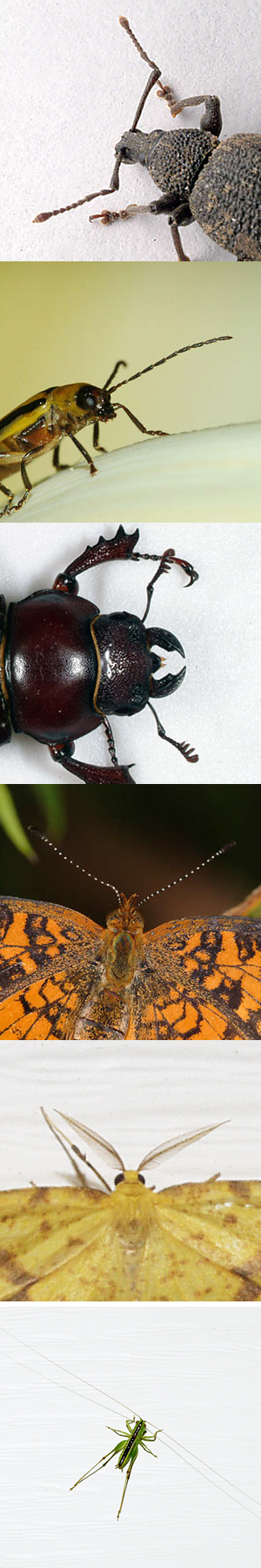
진화는 무척 놀라울 정도의 곤충 다양성을 만들어냈다. 이것은 일부 곤충의 더듬이이다.

곤충의 진화(영어: evolution of insects)는 데본기 무렵부터 진행되었다. 곤충은 다체절(多體節)의 절지동물에서 진화하였으며 그 조상은 바다에서 살았다. 다체절의 절지동물은 육지에 진출하여 합체절화(合體節化)를 통해 마디 수를 줄여, 현생 곤충의 몸 마디를 만들었다.

## 최초의 곤충
유전체 분석 데이터에 의하면, 곤충강에 속하는 절지동물은 4억 8천만 년 전부터 등장했을 것으로 추정된다. 오르도비스기 최초의 육상 식물이 등장했을 때, 곤충은 갑각류의 일종에서 진화했다. 곤충은 데본기에 처음으로 날개를 발달시켜 하늘을 지배했던 동물이다. 최초의 곤충 화석은 '리니오그나타 히르스티(Rhyniognatha hirsti)'라는 407백만년에서 396백만년 전에 살았던 것이다. 초기 곤충의 화석은 거의 알려져 있지 않고, 그리 인상적이지 않으며, 화석도 거의 없는데, 곤충은 화석으로 남기가 어렵기 때문이다. 하지만 입 구조와 날개 구조 등을 연구하는 중요한 단서가 된다.
전지구적인 기후 변화는 곤충의 다양성을 증가시켰고, 대멸종은 곤충 분류군의 규모를 감소시켰으나, 그만큼 새로운 곤충류가 대거 등장하였다.

## 날개 곤충의 등장과 번성
데본기 무렵 등장한 날개 곤충은 석탄기에 고시하강의 곤충으로 진화하여 번성하였다. 석탄기는 습한 기후였으며 양치식물로 이루어진 열대 삼림이 풍부했고, 날개 곤충의 주요한 서식지가 되어 종을 증가시키는 요인으로 작용했다. 석탄기 지구의 산소 농도는 32% 정도로 매우 높았으며, 이는 거대 곤충의 등장을 촉진하였다. 석탄기에 등장했던 곤충은 석탄기 하루살이와 잠자리, 메가니소프테라목, 팔라에오딕티오프테라목(Palaeodictyoptea) 등이다. 이 중 메가네우라는 날개의 길이가 무려 70cm에 달했다. 팔라에오딕티오프테라목은 초식성으로 양치식물을 먹었으며, 메가니소프테라목은 강력한 포식자였다.
석탄기에는 신시하강의 곤충도 등장했다. 이들은 등 뒤로 접을 수 있는 날개를 진화시켜 다른 곤충군과의 경쟁에서 유리했으며, 보다 다양한 곳을 서식지로 삼았다. 이 때 원시 메뚜기목과 원시 바퀴목(Blattoptera목으로 현생 바퀴목에 포함시키기도 한다), 강도래목 등이 나타났다.
페름기는 비교적 짧지만 매우 중요한 시기였다. 이 시기에는 메뚜기군(Polyneoptera)의 외시류 곤충이 번성했으며, 석탄기의 거대한 고시하강 곤충도 살고 있었다. 페름기에는 보다 다양한 곤충의 진화가 이루어졌는데, 번데기 단계를 거치는 내시류 곤충과 준신시류(Paraneoptera) 등이 최초로 등장했다. 풀잠자리목, 뱀잠자리목, 약대벌레목, 원시 딱정벌레목과 밑들이목, 노린재목이 최초로 출현하였는데, 딱정벌레목은 겉날개를 단단한 각질으로 진화시켜 몸을 보호하였고, 그 덕분에 곤충군 중에서도 가장 많은 종수를 차지한다. 현생 잠자리목과 흰개미목의 조상, 일부 수서곤충(날도래목 등)도 페름기에 출현하였다.
페름기 말의 대멸종(페름기-트라이아스기 대멸종은 곤충류에게도 큰 피해를 입혔는데, 당시 곤충 종의 30% 이상이 멸종했다. 이 사건은 곤충에게도 가장 큰 규모의 멸종이었다.

## 중생대
중생대는 흔히 공룡의 시대로 불리지만, 곤충의 다양성은 공룡 이상으로 풍부했다. 딱정벌레목과 노린재목의 새로운 하위 분류군이 등장했고, 물에 살던 수생곤충의 종류도 증가했으며, 원시 벌목, 대벌레목이 등장했다. 이 시기는 수서 딱정벌레목이 출현한 시기이기도 하다. 트라이아스기에 존속했던 메뚜기군의 티타노프테라목 곤충은 날개 길이가 무려 40cm에 달했으며, 작은 동물을 잡아먹고 살았다. 티타노프테라목은 트라이아스기 말에 멸종한다.

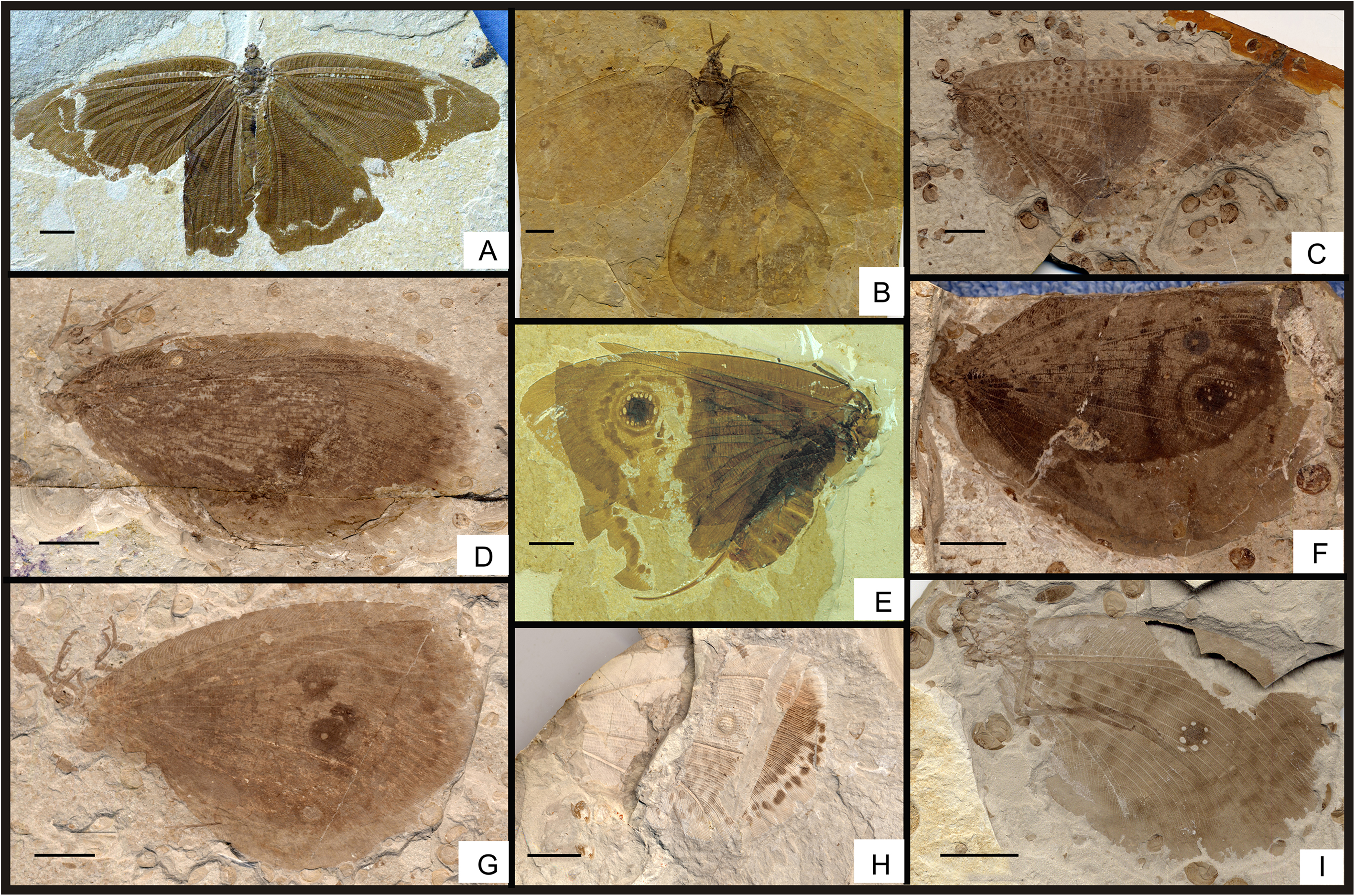
칼리그람마과(Kalligrammatidae)의 구조적 다양성. A, Sophogramma lii Yang, Zhao and Ren, 2009 B, Oregramma aureolosa sp. nov. C, Stelligramma allochroma sp. nov. D, Affinigramma myrioneura sp. nov. E, Oregramma illecebrosa sp. nov. F, Kalligramma circularia sp. nov. G, Affinigramma myrioneura sp. nov. H, Apochrysogramma rotundum Yang, Makarkin and Ren, 2011. I, Kalligramma brachyrhyncha sp. nov.

쥐라기에는 사마귀목이 등장했고, 벌의 종류가 다양해졌으며, 최초로 '침'을 가진 벌이 등장했다. 이 벌들은 기생 또는 포식 생활을 했다. 모기가 최초로 나타났고, 당시 수많은 거대동물(아마 공룡이 주요했을 것이다)을 흡혈했을 것으로 추정된다. '쥐라기의 나비'라 불리는 풀잠자리목의 칼리그람마는 겉씨식물의 수분매개 곤충이었다.
백악기에는 속씨 식물이 등장했는데, 곤충 또한 상당한 영향을 받았다. 그중 딱정벌레가 무척 다양해졌으며, 속씨 식물과 함께 공진화한 곤충들, 특히 나비목, 개미, 사회성 벌(꿀벌, 말벌) 등이 나타났다. 백악기의 곤충은 공진화를 통해 다양성을 풍부하게 늘려나갔고, 현생 목에 속하는 모든 곤충이 등장하였다.

## 신생대

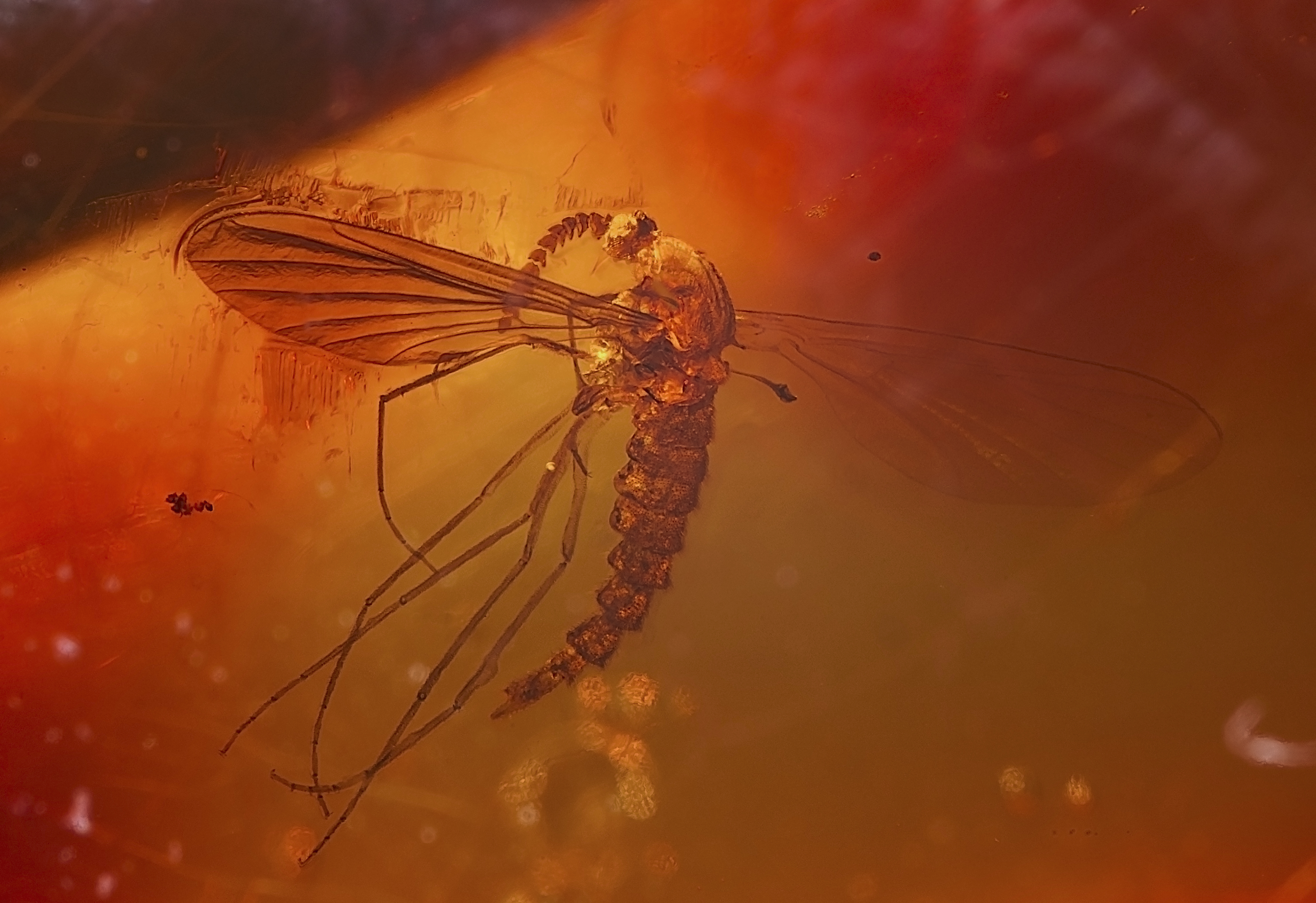
호박 속의 모기.

신생대에는 잦은 화산활동으로 다양한 섬과 열대림들이 생겨났고, 곤충의 종류 또한 다양해졌다. 신생대의 곤충은 현생 곤충과 매우 가까운 관계에 있는데, 이들의 화석은 호박 등에 아주 잘 보존되어 있다.

## 계통발생
|  | 육각아문 (곤충강, 톡토기, 낫발이목, 좀붙이목) |
|  |                                               |
|  | 갑각류 (게, 새우, 가재, 등각목 등)            |
|  |                                               |

|  | 소각강          |
|  |                 |
|  | 배각류 (노래기) |
|  |                 |
|  | 순각류 (지네)   |
|  |                 |
|  | 결합강          |
|  |                 |

|  | 주형강 (거미, 전갈 및 비슷한 부류들) |
|  |                                      |
|  | 광익류 (바다전갈. 멸종)              |
|  |                                      |
|  | 검미목 (투구게)                      |
|  |                                      |
|  | 바다거미목 (바다거미)                |
|  |                                      |

|  | 육각아문 (곤충강, 톡토기, 낫발이목, 좀붙이목) |
|  |                                               |
|  | 갑각류 (게, 새우, 가재, 등각목 등)            |
|  |                                               |

|  | 소각강          |
|  |                 |
|  | 배각류 (노래기) |
|  |                 |
|  | 순각류 (지네)   |
|  |                 |
|  | 결합강          |
|  |                 |

|  | 주형강 (거미, 전갈 및 비슷한 부류들) |
|  |                                      |
|  | 광익류 (바다전갈. 멸종)              |
|  |                                      |
|  | 검미목 (투구게)                      |
|  |                                      |
|  | 바다거미목 (바다거미)                |
|  |                                      |

절지동물의 계통적 발생과 관계